# Бєляєв Альберт Андрійович
Альберт Андрійович Бєляєв (нар. 21 лютого 1928, місто Грязі, тепер Липецької області, Російська Федерація) — радянський діяч, письменник, літературознавець, журналіст, 1-й секретар Мурманського обласного комітету ВЛКСМ, головний редактор газети «Советская культура». Член Центральної Ревізійної комісії КПРС у 1986—1990 роках. Доктор філологічних наук (1977).

## Життєпис
Трудову діяльність розпочав у 1943 році слюсарем заводу, токарем залізничних майстерень.
У 1950 році закінчив Архангельське морехідне училище.
Член ВКП(б) з 1950 року.
У 1950—1953 роках — штурман на суднах Мурманського державного морського Арктичного пароплавства.
У 1953—1955 роках — помічник начальника політичного відділу з комсомольської роботи Мурманського державного морського Арктичного пароплавства; 1-й секретар Мурманського міського комітету ВЛКСМ.
У 1955—1956 роках — 2-й секретар, у 1956—1959 роках — 1-й секретар Мурманського міського комітету ВЛКСМ.
У 1958 році закінчив заочно факультет іноземних мов Архангельського педагогічного інституту імені Ломоносова.
У 1959—1962 роках — слухач Академії суспільних наук при ЦК КПРС.
У 1962—1966 роках — інструктор, у 1966—1973 роках — завідувач сектора художньої літератури, в 1973—1986 роках — заступник завідувача відділу культури ЦК КПРС.
У 1963 році захистив дисертацію на здобуття наукового ступеня кандидата філологічних наук на тему «Прогресивна література США 30-х років і сучасна американська критика».
У 1976 році захистив дисертацію на здобуття наукового ступеня доктора філологічних наук на тему «Ідеологічна боротьба і література (Критичний аналіз американської радянології)».
З 1979 року — член президії Комітету по Ленінських і Державних преміях при Раді Міністрів СРСР.
У січні 1986 — лютому 1996 року — головний редактор газети «Советская культура» (з 1992 року — «Культура»).
З лютого 1996 року — персональний пенсіонер у Москві.
Друкувався з 1953 року. Член Спілки письменників СРСР з 1972 року.

## Основні праці
- «В далекому рейсі (Морські розповіді)» (1959)
- «Море шумить. Розповіді» (1961)
- «Сум'яття душі» (1962)
- «Література США і дійсність» (1965)
- «Соціальний американський роман 30-х рр. і буржуазна критика» (1969)
- «Чайки сідають на воду (Морські розповіді)» (1969)
- «Вище нас одне море» (1973)
- «Ідеологічна боротьба і література. Критичний аналіз американської радянології» (1975, 1977, 1982, 1988)
- «Авгури з Нового і Старого Світу. Що і як пишуть про нашу країну радянологи США і Англії» (1980)
- «Вся чорнильна рать ... Що і як пишуть про нашу країну радянологи США і Англії» (1983)
- «Актуальні проблеми сучасної ідеологічної боротьби. Навчальний посібник» (1985)
- «Література і лабіринти влади: від «відлиги» до перебудови» (2009)

## Нагороди і звання
- орден Жовтневої Революції (1988)
- три ордени Трудового Червоного Прапора
- медалі